# 미스 포터
《미스 포터》(영어: Miss Potter)는 2006년 개봉한 영국의 영화이다.

## 줄거리
1902년, 베아트릭스 포터는 자신의 샤프롱 위긴 양과 함께 해롤드 워른과 프루잉 워른의 출판사를 방문하여 그들이 자신의 책 피터 래빗 이야기를 출판하기로 결정한다. 베아트릭스는 기뻐하지만, 원 형제는 속으로는 이 책이 터무니없다고 생각하며 막내 동생 노먼에게 프로젝트를 약속했기 때문에 출판에 동의한다.
노먼과 베아트릭스는 만나면서 그녀의 작품에 대한 비전을 공유한다는 것을 깨닫는다. 책 제작이 시작되면서 노먼은 베아트릭스를 자신의 어머니와 미혼 여동생 밀리에게 소개하고, 밀리는 베아트릭스와 친구가 된다. 베아트릭스의 사회적 지위 상승을 바라는 어머니 헬렌은 딸이 상인들과 어울리는 것을 탐탁지 않아 하며 책 사업이 실패할 것이라고 믿어 포터 가문에는 긴장이 고조된다.
하지만 책 판매는 매우 성공적이었고, 노먼은 베아트릭스에게 다른 이야기를 출판하도록 격려한다. 결국 베아트릭스의 아버지 루퍼트는 리폼 클럽에서 친구들로부터 딸의 책 인기에 대해 듣고 베아트릭스의 작가 경력을 지지하게 된다. 용기를 얻은 베아트릭스는 노먼과 밀리를 가족 크리스마스 파티에 초대한다. 베아트릭스는 노먼에게 그를 위해 특별히 쓰고 있는 이야기인 "토끼들의 크리스마스 파티"를 보여주며, 그 이야기의 그림을 선물로 준다. 마침내 샤프롱 없이 혼자 남게 된 노먼은 베아트릭스에게 청혼하고, 그녀는 기쁘게 받아들인다.
베아트릭스의 부모님은 이 결혼을 반대하지만, 그녀는 두 할아버지 모두 상인이었다는 점을 어머니에게 상기시키며 단호하게 맞선다. 베아트릭스는 책으로 혼자서도 살 수 있을 뿐만 아니라, 이제는 인세 수입으로 부유한 여성이 되었다는 것을 알게 된다. 부모님은 결국 베아트릭스와 노먼이 여름 동안 약혼을 비밀로 하고, 세 달 후에도 서로의 감정이 변치 않으면 결혼할 수 있도록 허락한다. 포터 가족은 레이크디스트릭트에서 휴가를 보내고, 베아트릭스와 노먼은 꾸준히 서신을 주고받는다.
노먼에게서 며칠 동안 편지가 없자, 베아트릭스는 노먼이 병에 걸렸다는 밀리의 메시지를 받는다. 베아트릭스는 런던으로 돌아오지만 노먼이 사망했다는 것을 알게 된다. 슬픔에 잠긴 베아트릭스는 방에 틀어박혀 그림을 그리려 하지만, 그림 속 캐릭터들이 종이에서 사라지는 것을 발견한다. 밀리가 방문하여 그녀를 위로하고, 베아트릭스는 가족의 집을 떠나야겠다고 결심한다.
베아트릭스는 레이크디스트릭트 시골에 농장을 구입하여 그곳으로 이사하고 작업을 재개한다. 그녀는 농장을 운영할 농장 관리인을 고용하고 주변 환경에서 위안을 찾는다. 밀리가 방문하여 "토끼들의 크리스마스 파티" 그림을 돌려준다. 변호사 윌리엄 힐리스의 도움을 받아 베아트릭스는 경매에서 개발업자들을 제치고 지역의 많은 다른 농장과 토지를 구입하여 자연을 보존한다.
텍스트로 된 에필로그는 베아트릭스가 레이크디스트릭트로 이사한 지 8년 만에 어머니의 반대에도 불구하고 윌리엄과 결혼했음을 보여준다. 그녀가 구입한 땅은 레이크디스트릭트 국립공원의 일부를 형성했으며, 그녀의 이야기는 역사상 가장 많이 팔린 아동 도서가 되었다.

## 배역
- 러네이 젤위거 - 미스 포터
- 이완 맥그리거 - 노먼 원
- 에밀리 왓슨 - 밀리
- 로이드 오언 - 윌리엄

## 한국판 성우진(KBS) (2009년 1월 30일)
- 서혜정 - 미스 포터(러네이 젤위거/루시 보인턴)
- 홍시호 - 노먼 원(이완 맥그리거)
- 김정미 - 어머니(바버라 플린)
- 온영삼 - 아버지(빌 페이터슨)
- 김정희 - 유모(주디스 바커)
- 임은정 - 밀리(에밀리 왓슨)
- 오인성 - 윌리엄(로이드 오언/저스틴 맥도날드)
- 김옥경 - 원 부인(필리다 로우)
- 김정호 - 해롤드(안톤 레서)
- 조동희 - 푸르윙(데이빗 밤버)
- 오세홍 - 경매 진행자(도미닉 켐프)
- 임채헌 - 마부(크리스 미들턴) / 해설